# 신격호
신격호(辛格浩, 1921년 11월 3일 (음력 10월 4일) ~ 2020년 1월 19일)는 롯데그룹을 창업한 대한민국의 기업인이다.
일제강점기 무일푼으로 도일하여 일본 명문 와세다 대학을 졸업하면서 창업한 롯데를 재벌 그룹으로 성장시킨 창업주다. 롯데 홀딩스 명예 창업 총괄회장, 한국 제5위 롯데의 총수. 일본 프로 야구 지바 롯데 마린스와 한국 프로 야구 롯데 자이언츠의 오너도 역임했다. 1980년대부터 1990년대까지 일본의 거품 경제 시대에는 미국의 포브스 선정 세계 3-4위의 부호가 되어 한국인 사상 최고의 부호 기록을 달성하였다. 사업보국의 일념으로 모국 대한민국을 위한 그의 평생 숙원이었던 롯데월드타워의 꿈은 2016년에 실현하였고, 2020년 소천. 그의 롯데월드타워 시그니엘은 세계에서 가장 높은 마천루 TOP 5 안에 들어 한국에서 가장 높은 건물로 기록되었다.

## 생애

### 유년기
1921년 경상남도 울산군 삼동면 둔기리의 영산 신씨 집성촌에서 아버지 신진수와 어머니 김필순의 5남 5녀 중 장남으로 태어났다. 아버지 신진수는 재력이 있었으나 그의 친척에 의하면 신 회장의 선친은 절대 돈 자랑 하지 않았다고 전해진다. 초등학교를 졸업하고 가정형편상 상급학교 진학을 포기하고 농사일을 거들다가 면장을 지낸 백부의 도움으로 2년제 농업보습학교를 졸업한 뒤 1년간 백두산 밑에 있는 ‘명천 국립 종양장’의 연수생으로 지냈다.

### 일본에서 기업 활동
1941년 일본으로 건너가 1944년 선반(절삭공구)용 기름을 제조하는 공장을 세우면서 사업을 시작했으나 2차 대전 때 공장이 전소하였다. 1946년 와세다 고공(高工) 야간부 화학과를 졸업한 뒤 잠시 귀국했다가 다시 일본으로 건너갔다. 한국에서 말을 돌보는 일을 하다가 돈을 벌 작정으로 일본에 가기로 결심하고 부관연락선의 밀항선으로 몸을 싣는다. 비누와 화장품을 만들어 재기에 성공한 뒤 껌 사업에 뛰어들었고 1948년 ㈜롯데를 설립했다.
1950년 재일한국인이 많은 신주쿠구 신오쿠보에 껌공장인 롯데 신주쿠공장을 설립하였다. 1959년 롯데상사, 1961년 롯데부동산, 1967년 롯데애드, 1968년 롯데물산, 주식회사 훼밀리 등 상업, 유통업으로 일본의 10대 재벌이 되었다. 1972년 사이타마 현 우라와 시에 롯데의 제과공장단지인 우라와공장을 설립하고, 1973년 니시신주쿠에 롯데본사빌딩을 건립하였다.
1988년 일본의 부동산버블로 포브스가 선정한 억만장자 순위에 오르기도 하였다. 아버지 신진수는 1968년경 고향을 떠나 1973년 사망할 때까지 서울에서 생활한 것으로 알려졌다.
1968년~1969년 사이 울산국가산업단지에 공업용수를 공급하기 위해 대암댐(69년 12월 준공)을 건설하면서 마을이 수몰, 신씨 일가 40여 가구가 이주하면서 대부분 흩어졌고 이때 선진수도 서울로 거처를 옮겼다. 마을이 수몰되자 그의 친ㆍ인척과 고향 사람들이 전국 각지로 흩어졌다. 이를 아쉬워한 신격호는 1971년부터 `둔기회`를 만들어 매년 5월 첫째 주말에 마을잔치를 열고 있다. 이후 그는 매년 고향인 울산 울주군 삼동면 둔기리에서 마을 잔치를 열었다.
일본에서 계속 기업 활동을 하며 유통업 외에도 다른 분야로도 사업을 확장, 1969년 일본 프로 야구 퍼시픽 리그의 도쿄 오리온스 구단을 보유하고 있던 나가타 마사이치 구단주의 요청에 따라 롯데와의 업무 제휴 관계를 체결하며 롯데 오리온스로 개칭했고 1970년 롯데회관을 설립한 뒤, 같은 해에 나가타가 롯데의 구단주에서 사임했다.
1971년에는 나가타가 전직 총리 기시 노부스케(나가타의 친구) 수상과의 관계를 통해 나카무라 나가요시(기시 前 총리의 비서관)를 구단주로 취임시켰으나, 나카무라는 그 해 시즌 이후에 다이헤이요 클럽 라이온즈(이후로는 사이타마 세이부 라이온즈)를 동시에 구매하다가 한 사람이 두 구단의 소유주가 될 수 없다는 일본 프로 야구의 규정 때문에 롯데의 주주를 롯데의 구단으로 바로 반납하며 롯데의 구단주를 사임하였고, 1972년부터 본격적으로 롯데 오리온스를 인수해서 현재까지 3대 구단주로 취임하며 재직하였다. 1991년 11월(1992년)부터 그의 차남 신동빈이 지바 롯데 마린스라는 구단명으로 개칭하였다. 1972년 롯데리아, 1978년 롯데 리스 등을 세웠다. 또한 전자 쪽으로도 진출하여 1971년 롯데전자를 세웠고, 1985년 롯데 데이타 센타를, 1987년 롯데 엔지니어링 등을 설립하는 등 사업을 확장했으며, 일본의 10대 재벌의 한 사람으로 성장하였다.

### 한국 진출
1966년부터 대한민국으로 사업을 확장하여 롯데알루미늄에 이어 1967년에 롯데제과를 설립하였다. 그 뒤 한국에서도 다른 분야로도 사업을 확장하여 1973년 호텔 롯데·롯데 전자·롯데 기공하였다.
1974년 롯데 산업·롯데 상사·롯데 칠성 음료 등을 설립했고, 1975년 롯데 자이언츠를 설립, 1978년 롯데삼강(현 롯데푸드), 롯데건설, 롯데햄, 롯데우유(현 푸르밀), 1979년 롯데쇼핑, 1980년 한국후지필름, 1982년 롯데캐논(현 캐논코리아비즈니스솔루션)·대홍기획 등을 설립했으며 1978년에는 롯데크리스탈호텔을 건설하였다.
관광산업을 국가전략산업으로 끌어올린 공로를 인정받아 1995년 관광산업 분야에서 최초로 금탑산업훈장을 받았고, 국민훈장 무궁화장 등을 수상하였다. 2006년 포브스지가 발표한 바에 따르면 신격호 회장 일가의 재산은 약 45억달러로 세계 136위이었다.
2015년 장남인 신동주 일본 롯데홀딩스 부회장과 차남인 신동빈 롯데그룹 회장 간의 경영권 분쟁이 터졌을 때 신동주 편에 섰으나 일본 롯데홀딩스 이사직에서 물러났고 한국 계열사 이사직에서도 퇴임하였다. 두 아들과 함께 경영비리 혐의로 2017년 12월 징역 4년 및 벌금 35억원을 선고받았으나 건강상의 이유로 법정 구속은 면했다.
2020년 1월 19일 서울아산병원에 입원 중 가족들이 지켜보는 가운데 별세했다. 향년 97세

## 논란과 의혹

### 조세 포탈·횡령·배임 의혹
2016년 10월 19일 서울중앙지방검찰청은 신격호를 특정범죄가중처벌등에관한법률위반(조세), 특정경제범죄가중처벌등에관한법률위반(배임), 특정경제범죄가중처벌등에관한법률위반(횡령) 혐의로 불구속 기소했다.
2006년 7월 신격호는 차명보유한 일본 롯데홀딩스 지분 3%를 홍콩, 미국 페이퍼컴퍼니와의 매매거래로 가장해 장녀 신영자에게 증여하면서 증여세 560억원을 포탈(특정범죄가중처벌등에관한법률위반(조세))하였고, 차명보유한 일본 롯데홀딩스 지분 1.6%를 홍콩, 싱가포르 페이퍼컴퍼니와의 매매거래로 가장해 중혼적 사실혼 배우자 서미경에게 증여하면서 증여세 298억원을 포탈(특정범죄가중처벌등에관한법률위반(조세))하였다. 또한 신유미와의 사이에서 낳은 딸 신유미에게 같은 방법으로 롯데홀딩스 지분 1.6%를 증여하여 증여세 298억원을 포탈(특정범죄가중처벌등에관한법률위반(조세))하였다. 롯데그룹 관계자, 회계사 등의 조사시 진술, 롯데 내부보고서 등에 따르면 신영자, 서미경, 신유미의 포탈 세액은 약 2,857억원으로 추정되나, 롯데가 자료 제출에 협조하지 않아 검찰은 서미경 등이 변호인을 통해 인정하고 자료를 제출한 최소 금액으로 기소하였다. 신유미는 일본에 체류하고 있어 여권무효화조치와 기소중지하였으며, 신격호가 신유미에게 증여하여 증여세를 포탈한 부분도 기소중지하였다.
2003년 11월~2013년 2월에는 롯데시네마 영화관 매점 운영권을 신영자, 서미경, 신유미가 운영하는 회사인 유원실업, 시네마통상, 시네마푸드에 헐값으로 넘겨주어 롯데쇼핑에 778억원의 재산상 손해(특정경제범죄가중처벌등에관한법률위반(배임))를 가하였다. 신유미에게 매점 임대로 452억원의 손해를 가한 부분(특정경제범죄가중처벌등에관한법률위반(배임))에 대해서는 기소중지하였다.
2009년 12월에는 자신이 보유한 비상장주식을 호텔롯데 등 롯데 3개 계열사에 매수하였는데, 경영권 양도와 무관한 거래임에도 경영권 프리미엄 30%(94억원)가 할증된 가격으로 매수하도록 해 94억원 손해를 끼쳤다(특정경제범죄가중처벌등에관한법률위반(배임)). 신격호는 매도대금 408억원을 신영자, 서미경, 신유미에게 현금 600억원을 지원하는데 사용하였다.

### 허위 급여지급 논란
2005년~2015년 10월에는 실제 근무한 적이 없는데도 장남 신동주에게 대한민국 내 롯데 12개 계열사에 대한 급여 명목으로 391억원을 지급(특정경제범죄가중처벌등에관한법률위반(횡령))하였다. 신동주는 일본 롯데 부회장으로 대부분 일본에 체류하였으며, 스스로 한국 계열사를 위해 일한 적이 없으며 어느 계열사에서 급여를 주는지 알지 못한다고 진술하였다.
2005년~2016년 5월에는 실제 근무한 적이 없는데도 롯데 10개 계열사에 대한 고문료 및 급여 명목으로 서미경, 신유미에게 117억원을 지급(특정경제범죄가중처벌등에관한법률위반(횡령))하였다. 롯데는 신동주, 서미경, 신유미와 계약 없이 이사나 고문으로 등재하여 급여를 지급했고, 이들은 회사에 출근한 적이 없으며 아무런 역할을 수행하지 않았다. 또한 지급받은 급여를 주식매수 대금, 카드대금 등 생활비, 세금납부 등 개인적인 용도에 사용하였다.

### 지분 허위 공시 논란
2018년 1월 신격호는 독점규제및공정거래에관한법률위반 혐의로 벌금 1억원의 약식명령을 받았다. 신격호는 대한민국 내 롯데 11개 계열사의 기업집단 현황·비상장사 공시, 주식소유현황 신고에서 고준샤(광윤사) 등 16개 롯데 해외 계열사가 소유한 지분을 '동일인 관련자'가 아닌 '기타주주'로 허위로 기재하였다.

## 일화

### 둔기회
영산 신씨 집성촌인 울산광역시 울주군 삼동면 둔기리는 1969년 울산공단 공업용수를 위한 댐 건설로 일부 지역이 수몰되자 신격호의 친·인척과 고향 사람들이 전국 각지로 흩어졌다. 이를 안타까워 한 신격호는 1971년부터 ‘둔기회’를 만들어 매년 5월 첫째 주말에 마을잔치를 열고 있다. 첫해 수십 명에 불과했던 둔기회 회원 수도 자손들이 늘면서 지금은 1100여 세대가 됐다.

### 형제간 다툼
롯데가는 유난히 형제간 다툼이 심해 신 총괄회장은 '비운의 빅 브라더'로 불리기도 했다. 1966년 12월 16일, 서울지방검찰청의 문상익 부장 검사는 롯데주식회사 대표이사를 지내고 있던 첫째동생 고 신철호가 롯데 화학공사를 설립하기 위해 형 신격호와 셋째 동생 신춘호의 도장을 위조하고 회사공금 4억 2천여 만원을 횡령하는 논란 사태를 들으면서 구속기소 하였으며, 1973년에는 신춘호와 법정 소송을, 1996년에는 막내 신준호와 땅문제로 법정 소송을 벌였다.

### 아버지 유골 도난 사건
1999년 3월에 울산에 있던 아버지 신진수의 묘소 유골이 절도범에 의해 도난당했다. 3월 4일 오전 8시 35분에 한 남자가 서울 소공동 롯데빌딩 26층에 있는 신격호의 비서실로 전화를 걸어 회장 부친의 묘소를 확인해보라고 해 롯데그룹 관계자들이 울산광역시 울주군 언양읍 대암리 선산으로 급히 내려가 확인한 결과 아버지의 묘소가 도굴되고 유골이 없어졌다. 이어 범인은 같은날 오후 4시 35분과 40분에 비서실로 다시 전화를 걸어 "묘소를 확인해봤느냐?"고 묻고 "경찰과 언론에 알리지 말라."고 협박한 뒤 전화를 끊었다.
범인은 또 3월 5일 오전 11시께 2차례 전화를 걸어 "유골을 돌려줄테니 회사 직원 2명이 승용차 트렁크에 8억원을 넣어 5일 밤 8시까지 부산에 내려와 돈을 넘겨줘라."고 요구하였다. 경찰은 훼손된 묘지 주변에서 곡괭이 1개와 관 뚜껑을 열 때 사용한 것으로 보이는 장도리 2개를 발견했으며 서울경찰청 감식반 요원들이 현장에 파견돼 지문채취 등 정밀감식 작업을 벌였다. 경찰은 4일과 5일 신격호 비서실에 5차례 협박전화를 걸어 "유골을 보관하고 있다."며 8억 원을 요구한 4남자를 추적하였다.
1999년 3월 7일에 범인 정금용, 임종순 등이 모두 경찰에 검거되었다. 경찰에 붙잡힌 용의자 가운데 한 사람인 임종순은 "롯데와는 관련이 없고 원한도 없다. 쉽게 큰 돈을 벌 수 있을 것 같아 일을 저질렀다."라고 진술하였다.롯데그룹 관계자들은 그 동안 이 사건이 롯데그룹이나 그룹 총수에 대한 원한에서 말미암은 것으로 밝혀질 경우 그룹 이미지에 심각한 타격을 주지 않을까 염려하기도 했으나 원한관계는 아닌 것으로 확인되었고 수사는 종결되었다.
1999년 3월 9일 실시된 현장 검증에서 신격호 회장의 조카 고 신동학(신준호 푸르밀 회장 장남)은 유골을 훼손하는 장면을 재연하는 것을 보고 분개해 범인들을 폭행하려다 경찰의 제지로 실행에 옮기지 못했고 방송사 인터뷰에서 "할 수만 있다면 저 두 사람 죽여버리고 싶어요."라고 말했다.

### 고향
울산광역시 울주군 삼동면 대암댐 근처, 그가 살았던 마을과 가장 가까운 곳에 그의 별장이 있으며, 신격호는 매년 한 두차례 이곳에 와서 쉬며 선친 묘소를 참배하고 있다고 한다.
친척이며 신격호 회장과 8촌인 신정호는 그에 대해 "서울로 간 후에도 이곳에 있는 가까운 친척들에게 논을 사주는 등 친인척들을 많이 보살폈다."고 한다. 또한 그는 또 "신 회장의 선친은 절대 돈 자랑 하지 않았다."면서 "가난한 친인척들에게는 먹을 양식까지 보내주었다."고 회고했다.

### 재산
1988년 당시 신격호의 재산은 대한민국에서 1위였으며 세계에서 3-4위였다.

## 상훈
- 금탑산업훈장
- 국민훈장 무궁화장

## 가족
- 아버지: 신진수(辛鎭洙, 1900년~1973년)
- 어머니: 김필순(金弼順)
  - 배우자: 노순화(盧順和, 1922년~1951년)
    - 장녀: 신영자(辛英子, 1942년~, 롯데재단 의장, 前 롯데쇼핑 사장)
    - 전 사위: 장오식(張五植, 前 선학알미늄 회장)
      - 외손자: 장재영(張在永, 유니엘 운영자, 부인 류주영)
      - 외손녀: 장혜선(張惠善), 前 롯데백화점 해외명품팀장)
      - 외손녀: 장선윤(張善允, 블리스 대표, 롯데호텔 전무, 남편 양성욱 브이엔에스 대표)
      - 외손녀: 장정안(張政安, 시네마통상 주주, 前 롯데백화점 잡화팀장, 남편 이승환 변호사)

  - 배우자(사실혼): 시게미쓰 하쓰코(1927년~, 일본어: 重光 初子, 일본어: 竹森 初子 다케모리 하쓰코 (결혼전)[*])
    - 장남: 신동주(辛東主, 1954년~, SDJ코퍼레이션 회장)
    - 자부: 조은주(趙銀柱, 1963년~)
      - 손자: 신정훈(1993년~)

    - 차남: 신동빈(辛東彬, 1955년~, 롯데그룹 회장)
    - 자부: 시게미쓰 마나미 (일본어: 重光 真奈美, 일본어: 淡河 真奈美 오고 마나미(결혼전)[*])
      - 손자: 신유열(辛裕烈/辛愉悅), 일본명: 시게미쓰 사토시(일본어: 重光 聡), 1986년~)
      - 손녀: 신규미(辛圭美, 1988년~)
      - 손녀: 신승은(辛承殷, 1992년~)

  - 배우자(첩): 서미경(徐美敬, 첩형 서진석 前 유원실업 대표, 유니플렉스 대표)
    - 차녀: 신유미 (辛由美, 1983년~, 롯데호텔 고문)[18]

  - 남동생: 신철호(辛哲浩, 1923년~1999년) - 전 롯데제과 사장
  - 제수: 송수영
    - 조카: 신혜경 - 신철호의 장녀, 롯데그룹 전무
    - 질서: 조용원 - 변호사
    - 조카: 신미진
    - 질서: 장태규 - 변호사
    - 조카: 신혜승
    - 질서: 정경언 - 변호사
    - 조카: 신동림
    - 질부: 정승원 - 수원지방법원 부장 판사
    - 조카: 신동훈 - 제이텔 창업자, 사이드웨이 파트너스 대표이사.

  - 여동생: 신소하(1926년~2005년)
  - 매제: 서병택
  - 여동생: 신경애
  - 매제: 우용조
    - 조카: 우락 - 휴네시스 사장

  - 남동생: 신춘호(辛春浩) - 농심 회장.
  - 제수: 김낙양
    - 조카: 신현주 - 농심기획 부사장
    - 질서: 박재준 - 전 조양상선그룹 부회장
    - 조카: 신동원(辛東原) - 신춘호의 장남. 농심홀딩스 대표이사 사장, 농심 대표이사 부회장
    - 질부: 민선영(민철호 전 동양창업투자 사장 딸)
    - 조카: 신동윤 - 신춘호의 차남 율촌화학 부회장.
    - 질부: 김희선(김진만 전 국회 부의장 차녀)
    - 조카: 신동익 - 신춘호의 삼남 메가마트 부회장.
    - 질부: 노재경(노홍희 전 신명전기 사장 딸)
    - 조카: 신윤경
    - 질서: 서경배 - 아모레퍼시픽 회장

  - 여동생: 신경숙
  - 매제: 박성황 - 전 한일향료 사장
    - 조카: 박기택 - 국민대학교 교수

  - 남동생: 신선호(辛宣浩, 일본명: 시게미쓰 노부히로, 일본어: 重光 宣浩) - 일본 산사스 사장
  - 제수: 심정자(심정섭 전 민국일보 편집장 딸)
    - 조카: 신유나 - 신선호의 장녀
    - 질서: 이호진 - 태광그룹 회장
    - 조카: 신동우 - 신선호의 장남, 일본 산사스 전무
    - 조카: 신이나
    - 조카: 신동준

  - 여동생: 신정숙
  - 매제: 최현열 - NK 그룹 회장
    - 조카: 최은영
    - 질서: 조수호 - 전 한진해운 회장
    - 조카: 최은정
    - 질서: 정몽익 - KCC 사장.
    - 조카: 최강용
    - 조카: 최은진

  - 남동생: 신준호(辛俊浩, 1941년~) - 푸르밀 회장
  - 제수: 한일랑(한순용 전 롯데칠성음료 감사의 딸)
    - 조카: 신동학(1968년~2005년)
    - 조카: 신동환
    - 질부: 최윤숙(최병석 전 대선주조 회장의 딸)
      - 종손: 신재열
      - 종손: 신찬열

    - 조카: 신경아 - 대선건설 상무
    - 질서: 윤상현 - 국회의원

  - 여동생: 신정희(辛貞姬) - 동화면세점 사장
  - 매제: 김기병(金基丙) - 롯데관광 회장
- 큰아버지: 신진걸(辛鎭杰)
  - 사촌형: 신병호(辛炳浩, 1916년~2005년) - 前 롯데제과 고문
  - 사촌동생:신동옥
    - 당조카(5촌 조카): 신동인(辛東仁) - 前 한국 롯데 자이언츠 구단주 대행
    - 당조카: 신동립 - 전 롯데호텔 대표[19][20]
    - 당조카: 신영우
    - 당조카: 신복남
    - 당조카: 신지현
    - 당조카: 신주현

## 기타
- 신격호 회장 사망 시점과 관련하여 롯데건설은 청량리 588 재개발 갈취 사건과 관련하여 연루 의혹이 있었다.[21]

## 참고 문헌
- <신격호 롯데회장 선친 유골도난 이모저모> 연합뉴스 1999.03.05
- 42년째 마을잔치 연 신격호 총괄회장 "요즘 사람들 힘든 일 안해" 매일경제 2012.05.06
- 42년째 이어진 신격호 회장 고향 사랑[깨진 링크(과거 내용 찾기)] 한국일보 2012.05.06
- 미스롯데 출신 신격호 회장 셋째부인과 딸, 롯데쇼핑 주주로 아시아경제 2008.10.27
- '신격호 회장의 샤롯데' 서미경씨는 누구 아시아경제 2008.10.28
- 롯데 신격호 회장, 말로는 '상생협력' 그러나 현실은… 노컷뉴스 2012.07.18
- 신회장 선친 묘터 옮길까 한국일보